# Săliștea-Deal, Alba
Săliștea-Deal este un sat în comuna Săliștea din județul Alba, Transilvania, România.